# 멜 토메

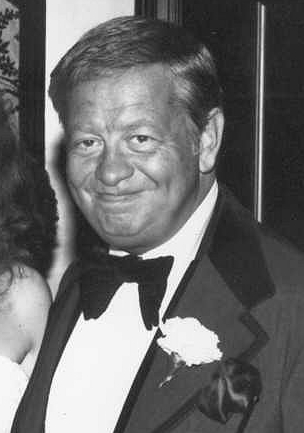
멜 토메 (1979년)

멜빈 하워드 토메(Melvin Howard Tormé, 1925년 ~ 1999년)는 미국의 가수이다. 시카고에서 태어났다. 어릴 때부터 노래 솜씨가 훌륭하여 라디오에 출연해 호평을 받았다. 1942년에 치코 마르크스 악단을 거쳐서 자신의 그룹인 멜톤즈를 만들어 활약하였다. 1947년에 독립한 이후로는 세련된 백인 재즈 가수로 높이 평가받았다. 피아노, 드럼, 작곡 등의 재능도 대단하여 파퓰러와 재즈의 두 방면에서 뛰어난 앨범을 많이 만들었다. 《캘리포니아 모음곡》, 《마이 네임》 등의 음반이 있다.